# Saborsko
Saborsko est un village et une municipalité située dans le comitat de Karlovac, en Croatie. Au recensement de 2001, la municipalité comptait 860 habitants, dont 78,49 % de Croates et 19,19 % de Serbes ; le village seul comptait 666 habitants.

## Localités
La municipalité de Saborsko compte 4 localités :
- Begovac
- Blata
- Lička Jesenica
- Saborsko